# Taxe rose

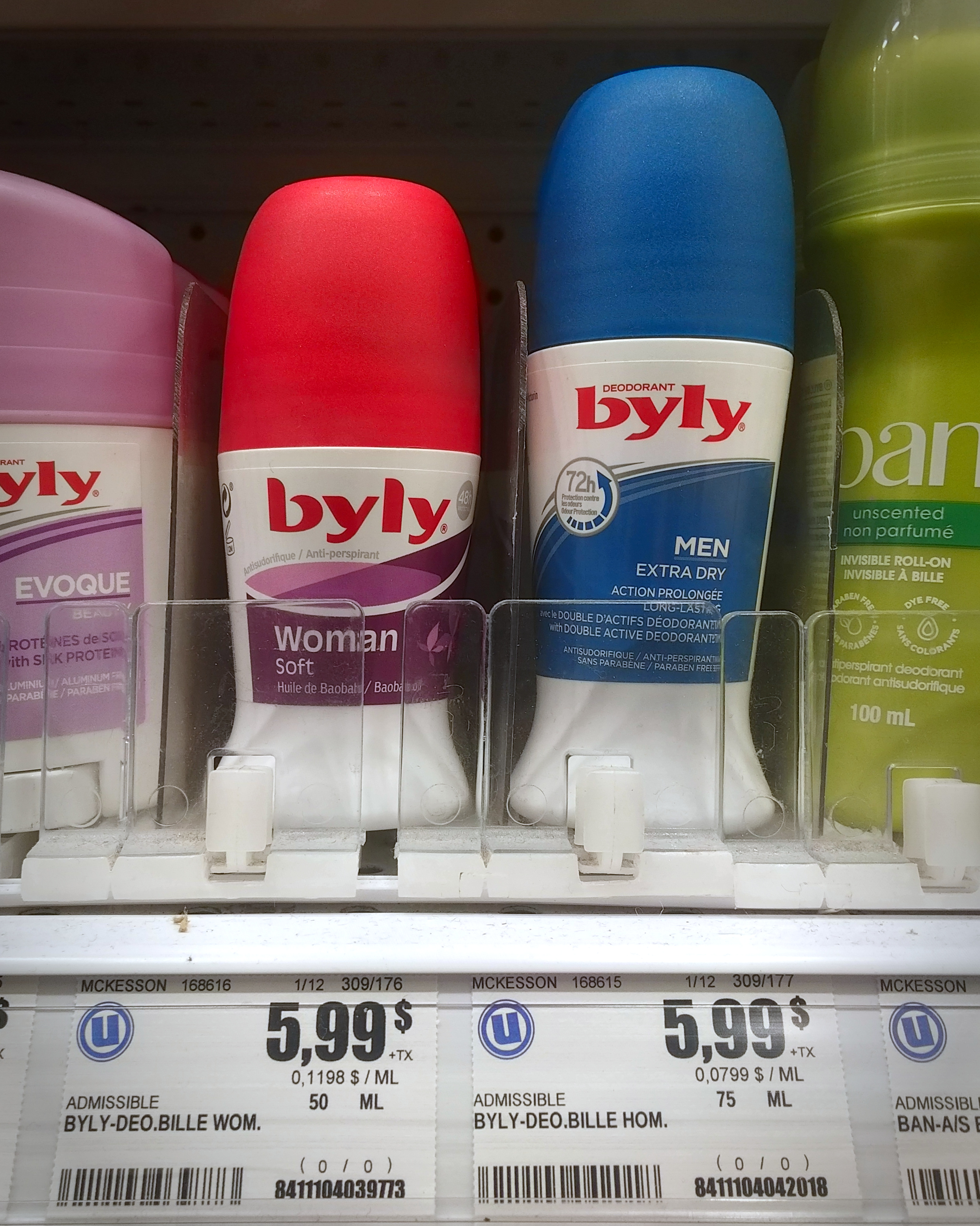
Deux déodorants genrés vendus à 5,99$ dans une pharmacie Uniprix au Québec. La quantité varie en fonction du sexe (50 mL pour les femmes ; 75 mL pour les hommes).

La taxe rose, en anglais pink tax ou woman tax, est une différence de prix entre les produits et services étiquetés pour femme et ceux étiquetés pour homme, au détriment des consommatrices. Le nom provient du fait que le produit pour femme est souvent présenté dans un emballage de couleur rose, cette couleur pouvant représenter la seule différence avec le produit pour homme. L'existence d'une différence de prix tous produits confondue n'est pas prouvée. Une taxe rose existe sur des produits spécifiques, tels que les gels douche, les déodorants et les rasoirs, dans un contexte où d'autre produits sont plus chers dans leur version masculine. 
La campagne de revendication autour de la taxe tampon, très proche, pose la question de savoir si les tampons et serviettes hygiéniques doivent être considérés comme des produits de première nécessité, dans la mesure où ils sont indispensables à l'hygiène féminine, et donc bénéficier de taux réduits pour l’application des taxes sur la consommation.

## Histoire
Vers 1950, à la suite de la Seconde Guerre mondiale et de la Grande Noirceur, on voit apparaître un nouveau mode social, l’American way of life, qui est basé sur la consommation de masse. D'autant plus à l’époque de ce bouleversement, souvent les femmes étaient au foyer mais se chargeaient des achats. Les entreprises ont vu une opportunité de faire plus de profits, en créant des produits qui attireraient plus les femmes, entre autres par l’odeur, l’emballage, ou la couleur et les vendre plus cher. Les premiers écarts de prix apparaissent alors.
La notion de « taxe rose » est apparue dans les années 1990 en Californie, sous le nom de woman tax. En 1996, l'État légifère pour interdire cette pratique. En 2012, une enquête du magazine Forbes permet de conclure qu'être une femme aux États-Unis coûte en moyenne 1 400 dollars de plus par an par rapport à un homme, à cause de la politique de prix basée sur le marketing genré. En 2013, un coiffeur danois est condamné pour discrimination en raison de la différence de prix qu'il applique en fonction du sexe, même si la longueur de cheveux est la même. En France, le collectif Georgette Sand interpelle Bercy sur ces différences de prix à la fin de l'année 2014, en mettant en cause (entre autres) la marque Monoprix.

### Notion de «taxe tampon»
En 2014, le Canada supprime les taxes sur les produits d'hygiène intime féminine. Le débat gagne la plupart des pays anglo-saxons.
Aux États-Unis, la taxe sur les produits hygiéniques persiste. Le gouvernement Californien affirme qu’ils récoltent 20 millions de dollars par années pour les taxes sur les produits menstruels .
Fin 2015, cette polémique autour de la « taxe tampon » éclate en France. Le collectif Georgette Sand propose de baisser la TVA applicable aux protections périodiques pour femmes, tampons et serviettes hygiéniques, de 20 % à 5,5 %, en les considérant comme des produits de première nécessité. Pour le collectif féministe, les protections périodiques sont le produit de consommation courant qui crée la plus importante inégalité homme-femme, en raison de leur prix. Si la demande est soutenue par la députée Catherine Coutelle, le député Christian Eckert s'oppose à la baisse de la TVA, faisant valoir que les mousses à raser sont taxées à 20 %, et que les lunettes ne sont pas considérées comme un produit de première nécessité. Une pétition rassemble plus de 26 000 signatures, la loi est rejetée en première lecture par l'Assemblée. La loi a finalement été adoptée en France en décembre 2015, en seconde lecture auprès du parlement,.

## Produits et services concernés
De nombreux produits (rasoirs, déodorants, dentifrices et même stylos…) et services sont concernés par ces différences de prix en fonction du sexe. Les coiffeurs et les pressings, par exemple, proposent généralement des tarifs plus élevés aux femmes, même pour des cheveux courts ou des vêtements semblables à ceux des hommes. Ces différences de prix peuvent atteindre les 100 %,,. Généralement, les vêtements pour jeunes filles coûtent 4% de plus que ceux pour garçons, les femmes paient 7% de plus pour les accessoires, 8% de plus pour les vêtements et 13% de plus pour les produits de soins et d’hygiène. En 2012, la compagnie BIC sort une collection pour femmes (BIC for her pens). La seule différence notable étant le nom, l’emballage et la couleur rose, le prix était 70% plus cher qu’un crayon unisexe, mais la production demandait un montant identique. Au Vermont, le coût moyen de lavage à sec pour un chandail pour hommes est de 2.06$ en comparaison de 3,95 $ pour un chandail pour femmes .

## Avis nuancés
Interrogés sur cette pratique, les experts en marketing expliquent que le but est de donner aux femmes le sentiment d'être des clientes à part, et que la segmentation des marchés représente une pratique normale. En 2015, une agence de data-journalisme remet en cause la notion même de « taxe rose », estimant qu'il existe aussi des produits spécifiques aux hommes plus chers que les produits pour femmes. L'enseigne Monoprix, mise en cause pour ses produits, a affirmé que les coûts de production des produits féminins sont plus élevés que ceux des produits masculins.

## Analyses systémiques

### Rapport de la DGCCRF de 2015
En France, à la suite de la campagne de sensibilisation lancée par le Collectif Georgette Sand, le gouvernement est invité à se pencher sur le sujet. Le collectif est reçu fin 2014 par la secrétaire d’État aux Droits des femmes, Pascale Boistard. En conclusion des efforts de l'association, une enquête est finalement commandée à la Direction Générale de la Concurrence, de la Consommation et la Répression des Fraudes (DGCCRF), et un rapport publié le 15 décembre 2015.
Le rapport conclut négativement quant à l'existence d'un surcoût concernant les produits marketés comme féminins, comparés aux équivalents masculins.

« Il apparaît que des différences de prix existent tour à tour soit sur les produits destinés aux femmes, soit sur les produits destinés aux hommes. Il est impossible d’en déduire une règle générale de surcoût aux dépens d’un des sexes »

— Rapport de la DGCCRF, cité par Libération
Présentant le résultat de cette enquête au Parlement, Pascale Boistard considère que le phénomène existe bel et bien, quoique plus complexe et moins systématique que présenté initialement.

### Analyse de Moshary et al. en 2021
L'existence ou non d'une taxe rose est de nouveau analysée en 2021. Les chercheuses soulignent une difficulté à évaluer objectivement des différences de prix entre produits en raison de possibles différences dans leur composition.
Sur les neuf catégories de produits analysées dans l'étude, seules quatre montrent des prix plus élevés des produits pour femmes : le pain de savon, les gels douche, les déodorants, et les rasoirs. Dans trois catégories de produits, celui pour homme était plus cher à l'achat que celui pour femme. Elles en concluent que l'existence d'une taxe rose systématique n'est pas prouvée.